# Amatørfilosof
En amatørfilosof er en betegnelse, der kan bruges om en person, som ikke er uddannet som filosof på et universitet, men som alligevel søger at udbrede eller diskutere filosofi i det offentlige rum.

## Skellet historisk
Rent historisk er det svært at identificere den første filosofiuddannnelse, da uddannelsens indhold ændres løbende. Man kan sige, at den første filosofiskole var det antikke Akademi i Athen, grundlagt ca. 385 f.Kr.. Men da alle de specifikke videnskaber vi har i dag er udløbere af det historiske altomfattende filosofifag, så var dette også en skole for alt mulig anden træning og teori.
I Europas middelalder fik den kristne teologi og kristendommen i den grad overtaget, så stort set alt filosofisk eller semi-filosofisk aktivitet udgik indefra denne institutions mure eller var bare stærkt influeret af den (se skolastikken). Efter oplysningstiden er mange filosoffer enten stort set uskolede (som fx Rousseau), mere eller mindre almendannnede (som Hume eller Kant) eller uddannede i andre fag (som fx filologen Nietzsche).
Skellet imellem filosof og amatørfilosof bliver således først meningsfuldt omkring sidst i det 19. århundrede, hvor der dukker filosofiuddannelser op, som har visse ligheder med nutidens.
| filosofi | Spire Denne filosofiartikel er en spire som bør udbygges. Du er velkommen til at hjælpe Wikipedia ved at udvide den. |